# Габі Канісалес
Габі Канісалес (англ. Gaby Canizales, 1 травня 1960) — американський професійний боксер, чемпіон світу за версіями WBA (1986) і WBO (1991) в легшій вазі.
Габі — старший брат Орландо Канісалеса, боксера, чемпіона світу.

## Професіональна кар'єра
На профірингу дебютував 1979 року. Маючи рекорд 24-1, 13 березня 1983 року вийшов на бій проти чемпіона WBA у легшій вазі Джеффа Чендлера (США) і зазнав поразки одностайним рішенням.
10 березня 1986 року вийшов на бій проти чемпіона WBA у легшій вазі Річі Сандовала (США), який відібрав титул у Джеффа Чендлера. Сандовал перед боєм мав проблеми зі скиданням зайвої ваги, в бою почувався послабленим і зазнав чотирьох нокдаунів, але боровся до п'ятого нокдауну, який стався в сьомому раунді, після чого рефері зупинив бій, зафіксувавши перемогу Канісалеса.
В першому ж захисті 4 червня 1986 року програв одностайним рішенням Бернардо Піньянго (Венесуела).
22 січня 1990 року вийшов на бій проти чемпіона WBC у легшій вазі Рауля Переса (Мексика), якому вже програвав раніше в нетитульному бою нокаутом, і знов програв одностайним рішенням.
12 березня 1991 року вийшов на бій за вакантний титул чемпіона WBO у легшій вазі проти Мігеля Лори (Колумбія) і переміг нокаутом в другому раунді. В першому захисті 30 червня 1991 року програв одностайним рішенням Дюку Маккензі (Велика Британія), після чого завершив кар'єру.